# سیاهرگ مرزی چپ
سیاهرگ مرزی چپ (به انگلیسی: Left marginal vein) یکی از سیاهرگ‌های واقع در کناره قلب است که به سیاهرگ بزرگ قلبی وارد می‌شود. این سیاهرگ خون را از دیواره دهلیز چپ و از هر دو بطن دریافت می‌کند. این سیاهرگ از اندازه قابل توجهی برخوردار است و در امتداد حاشیه سمت چپ قلب بالا می‌رود.